# Провокатор (фільм, 1927)
«Провокатор» інша назва «Його кар'єра, В павутинні» (рос. «Провокатор»; інша назва рос. «Его карьера. В паутине») — український чорно-білий німий фільм режисера Віктора Турина, знятий 1927 року на Ялтинській кіностудії ВУФКУ за участю української зірки німого кіно Анни Стен за мотивами роману Олеся Досвітнього «Нас було троє».

## Сюжет
Студент Володимир Боровський, захоплений революцією, вступає до лав студентської організації, яку вислідила поліція. Злякавшись каторги, він стає інформатором охранки. Одного разу Володимир повідомляє поліцію про підготовку замаху на крупного царського сановника. За його доносом дівчину-терористку заарештовують, але царський генерал отримує кулю з іншого дула…

## В ролях
- Анна Стен
- Володимир Уральський
- Микола Кутузов
- Володимир Кригер
- Н. Таїрова
- Л. Данилов
- Микола Панов
- Карл Томський
- А. Аграмова

## Знімальна група
- Сценарист: Олександр Досвітній
- Оператор: Михайло Бельський
- Художник: Абрам Гончарський